# Dekoracja kopuły kościoła San Giovanni w Parmie
Dekoracja kopuły kościoła San Giovanni w Parmie – zespół fresków autorstwa Correggia wykonany w latach ok. 1520-1524 na wewnętrznej stronie kopuły kościoła pw. św. Jana; cykl składa się z pięciu oddzielnych przedstawień: cześć centralną stanowi malowidło na samej czaszy z przedstawieniem wizji św. Jana na wyspie Patmos (lub Chrystusa wniebowstępującego pośród Apostołów, fresk o wymiarach 966x888 cm u podstawy), z kolei pozostałe cztery malowidła pokrywają pendentywy kopuły i przedstawiają pary Ewangelistów oraz Doktorów Kościoła pośród putt oddzielone od centralnego przedstawienia cylindrycznym pasem obiegającym tambur; na licach łuków wspierających kopułę umieszczono z kolei wyobrażenia postaci starotestamentowych w technice monochromatycznej.

## Historia dzieła
Po zakończeniu udekorowania Camera della Badessa freskami, Correggio został zatrudniony w Parmie do wykonania kolejnego przedsięwzięcia malarskiego we właśnie wówczas zakończonej rekonstrukcji kościoła św. Jana na zlecenie opata Girolama Spinoli. Było to pierwsze w karierze Corregia tak znaczące zamówienie publiczne. Zlecenie obejmowało także wykonanie obecnie całkowicie zniszczonej lub zachowanej szczątkowo dekoracji chóru. Prawdopodobnie jako pierwsza w ramach prowadzonych prób została wykonana dekoracja lunety z wizerunkiem św. Jana i orła w lewej części transeptu.
Zapisy odnośnie do wypłat dla Correggia zachowane w księgach rachunkowych klasztoru, do którego należał kościół św. Jana obejmują okres od 6 lipca 1520 do 23 stycznia 1524 r. Zachował się znaczący zespół rysunków koncepcyjnych i przygotowawczych do fresku, obejmujący postacie Apostołów i Chrystusa; rysunki te pokazują, że Correggio z bardzo dużą starannością podszedł do kwestii uprzedniego opracowania dzieła.
Nie są obecnie znane żadne przekazy dotyczące reakcji zleceniodawców i publiczności na świeżo wykończone dzieło Correggia, cechujące się ogromną innowacyjnością, jednakże sądząc po tym, że artysta otrzymał w trakcie wykonywania omawianej dekoracji także zlecenie pokrycia freskami kopuły pobliskiej katedry parmeńskiej można przyjąć, że jakkolwiek dzieło było nowatorskie w swym rodzaju musiało odnieść znaczący sukces. Faktycznie można uznać, że to właśnie dekoracji kopuły kościoła św. Jana Correggio zawdzięczał ogromne uznanie i sławę, jakimi cieszył się w Parmie, ponadto gwarantowało mu to ogromną ilość prestiżowych zamówień w pierwszej połowie lat dwudziestych Cinquecenta. O uznaniu, jakim cieszył się malarz w Parmie może świadczyć dokument datowany na 26 sierpnia 1525 r., w którym imię i nazwisko Correggia jest wymienione na liście znawców budownictwa i artystów (min. pośród Alessandro Araldi i Michelangelo Anselmi) wezwanych do oceny stabilności parmeńskiego kościoła Santa Maria della Steccata. Od tego momentu każde kolejne zlecenie, jakie otrzymywał Correggio było coraz bardziej prestiżowe.

## Opis
Jak już wspomniano poza właściwą sferą wewnętrzną czaszy kopuły kościoła cykl obejmuje także dekorację czterech pendentywów i lic czterech arkad stycznych do pendentywów, na których opiera się kopuła. W centralnej części malowidła znajduje się przedstawienie Chrystusa triumfującego, zaś na pendentywach Correggio umieścił wizerunki par ewangelistów i Doktorów Kościoła wraz z puttami wypełniającymi skrajne części pendentywów. Na cylindrycznym pasie okalającym tambur dekoracja przedstawia sceny chrystologiczne i tetramormy; u podstaw lic łuków podtrzymujących kopułę umieszczono imaginacyjne przedstawienia tematów starotestamentowych.

## Kopuła
Za temat przedstawienia jest generalnie uznawana paruzja, tj. wizja powtórnego przyjścia Chrystusa, jakiej doświadczył św. Jan na wyspie Patmos opisana w Apokalipsie: ten oto przybywa na chmurach i takiego zobaczy każde oko (Apokalipsa I, 7). Ponadto temat jest wiązany także z wezwaniem, jakie Chrystus wygłasza do swego ulubionego ucznia wskazując mu jego miejsce za niebiańskim stołem razem z innymi Apostołami; jest to epizod wyjęty z liturgii odprawianej przez Benedyktynów 27 grudnia, w dniu św. Jana Ewangelisty.
W centrum jaśniejącego snopu światła złożonego ze skłębionych postaci serafinów (tak jak w obrazie Assunta Tycjana); Chrystus unosi się ujęty w silnym skrócie perspektywicznym z dołu, z rozpostartymi ramionami przywodzącymi na myśl Stworzenie Adama Michała Anioła. Jest to rodzaj nietypowego przedstawienia epifanii, w którym przestrzeń architektoniczna kopuły dla widza przechodzi w sposób cudowny w przestrzeń niebiańską: w pełni wykorzystano przy tym owal podstawy tamburu poprzez nadanie ciału Chrystusa ułożenia bardziej wertykalnego wzdłuż dłuższej osi elipsy, dzięki czemu stworzono wrażenie, że moc samego przedstawienia rozszerza przestrzeń w kierunku niebios.
Zdaje się, że Chrystus swą mocą rozsuwa chmury zgromadzone wokół siebie, na tle których znajdują się siedzący Apostołowie ujęci w rozmaitych pozach. Na fresku znajdują się wizerunki 11 apostołów - brakuje św. Jana, który znajduje się niżej, niemal na skraju tamburu, w najniższej części świata przedstawionego na fresku. Św. Jan z pełnym bogobojności wzrokiem zwraca głowę w kierunku Chrystusa pokazującego mi naprowadzającym wzrokiem miejsce, które Jan ma zająć. Wydaje się, że ramiona Jezusa wymuszają pozorną rotację grupy postaci Apostołów; układ gestów postaci oraz kierunki w jakich nakierowany jest ich wzrok skłania widza do dynamicznego obejrzenia całości przedstawienia.
Ponad św. Janem, który jest zwrócony w kierunku głowy Chrystusa znajduje się św. Bartłomiej, po którym zgodnie z ruchem wskazówek zegara znajdują się kolejno: Szymon, Jakub Większy, Andrzej, Tomasz, Jakub Mniejszy (na osi ze św. Janem), Tadeusz, Filip, Piotr (z kluczami) oraz Maciej lub Paweł. Przypisanie konkretnych przedstawień do postaci ewangelicznych jest tradycyjne, z wyjątkiem św. Piotra przedstawionego z atrybutem. Identyfikacja wiąże się także z wyliczeniem dokonanym za pomocą astrolabium: zgodnie z badaniami Gerardine Dunphy Wind pozycja św. Jana odpowiada dokładnie dacie 27 grudnia, czyli dniowi jego święta.
Wszystkie wykorzystane przez Correggia środki artystyczne zaowocowały stworzeniem kompozycji skutecznie stwarzającej pozory realności; figury apostołów są w pełni plastyczne, zaś warstwa malarska i sfera kompozycyjna są dostosowane do warunków optycznych stworzonych przez krzywiznę czaszy kopuły i jej nachylenie względem widza. Putta szybują na każdej płaszczyźnie przestrzeni przedstawienia niwelując oddalenie przestrzeni powierzchni przedstawienia, złociste światło tworzy jaskrawe odblaski na postaciach. Bogactwo tzw. ruchów ducha pozostaje niemożliwe do zgłębienia przy obraniu tylko jednego punktu widzenia, przez co widz przy pierwszej styczności z freskiem ma wrażenie jego totalności.
Nawet chmurom nadał Correggio istotną rolę w budowaniu nastroju i kompozycji, czyniąc z nich element pośredni pomiędzy światem realnym (atmosferą) a boskim (niebiosa).

## Główne grupy kompozycji
w związku z możliwością oglądania dekoracji kopuły kościoła św. Jana z różnych punktów widzenia Shearman pisze: Święty Jan jest dobrze widoczny dla Benedyktynów zebranych w strefie chóru, którzy towarzyszą paruzji nie w sposób abstrakcyjny, lecz ze szczególną uwagą, mowa bowiem o wyobrażeniu ich świętego patrona i boskiej, wszechwidzącej obecności podczas celebrowania mszy. Jednakże św. Jan został namalowany na zachodnim boku owalu, jednakże gdy przesunie się punkt widzenia pod łuk zachodni, w stronę progu św. Jan nie jest już widoczny. Zamiast niego widz znajdujący się w nawie widzi paruzje na szczycie czaszy kopuły, tak jak widziałby ją św. Jan na fresku, w linii ukośnej; nie jest to tylko i wyłącznie analogia przestrzenna czy geometryczna, lecz przede wszystkim empiryczna: obserwator jest bezpośrednim adresatem wizji i staje się w ten sposób tak jak apostoł Jan uczestnikiem tego boskiego wydarzenia. Inną ogniskową w obrębie tematu jest umieszczenie widza pod sceną wizji. Zdaje mi się, że tu właśnie zachodzi dalsza różnica: wizja namalowana na kopule, a widoczna z punktu z progu, której każdy wierny może doświadczyć sprawia wrażenie, że Chrystus sądzący zjawia się przed oczami widza zawieszony wysoko w górze, dając bardziej realistyczny efekt. Correggio zastosował w dekoracji malarskiej kopuły ekwiwalent w pełni tranzytywnej modalności w relacji między widzem a przedstawieniem, jaki możemy zauważyć w innych typach malarstwa, w wielkich obrazach ołtarzowych powstałych ok. 1520 r. Pojmowanie przedstawienia wizji jako obrazu dla Benedyktynów wydaje się być interpretacją bardziej metaforyczną, intelektualną, jako że wymagają takiego podejścia okoliczności ich życiowej misji i całokształt ich zainteresowań.

## Tambur
Dekoracja tamburu przedstawia elementy chrystologiczne między parami symboli tetramorf. Począwszy od przedstawienia św. Jana w górze stykają się anioł św. Mateusza i orzeł: symbole te korespondują z Ewangelistami przedstawionymi na odpowiednich pendentywach. Poruszając się zgodnie z ruchem wskazówek zegara następują symbole orła i byka, lwa i byka, lwa i anioła. Są to przedstawienia monochromatyczne między wiciami roślinnymi i wstęgami umieszczonymi naprzemiennie z oculusami (otoczonymi malowanymi girlandami), które wpuszczają do wnętrza kopuły światło, jako że nie posiada ona latarni.

## Pendentywy i podstawy łuków
W czterech pendentywach znajdują się przedstawienia Ewangelistów i Doktorów Kościoła ujętych parami (Ewangelista i Doktor) zajętych rozmaitymi żywymi rozprawami na wzór Szkoły Ateńskiej Rafaela. Źródła ikonograficzne przedstawień są różne, można wśród nich wymienić Chrystusa wśród uczonych w Piśmie Albrechta Dürera, z którego pochodzi gest Chrystusa (znany być może za pośrednictwem naśladowców Leonarda da Vinci z kręgu mediolańskiego). U podstaw luków umieszczono przedstawienia bohaterów kilku epizodów biblijnych zapowiadających Nowy Testament i zrealizowanych w technice monochromatycznej w tonacji czerwono-brunatnej w formie owalnych medalionów.
Obserwując kopułę z dołu i przyjmując za punkt widzenia w dalszym ciągu postać św. Jana na skraju czaszy i tamburu można uznać tę część obrazu za jego stronę północną. Oglądając fresk w ten sposób po lewej stronie u góry widoczni są św. Marek i św. Hieronim, którym towarzyszą na skrajach łuków podtrzymujących kopułę Mojżesz stojący przed krzewem gorejącym i Aron z kwitnącą laską. Jest to aluzja do tematu ucieleśnienia Jezusa pod postacią człowieka. Po prawej stronie w pendentywie figurują św. Jan Ewangelista i św. Augustyn pomiędzy Eliaszem przejeżdżającym po niebie w ognistym wozie i Henoch wzięty do nieba, co jest nawiązaniem do Wniebowstąpienia Chrystusa, jednocześnie jest to wyraźne nawiązanie do wątku powołania św. Jana, gdyż w tym czasie wierzono, że Jan razem z Maryją został wzięty do nieba.
Patrząc w stronę nawy po lewej św. Marek i św. Grzegorz między Jonaszem wychodzącym z wnętrza wieloryba i Samsonem wywarzającym bramy Gazy; jest to wyraźne nawiązanie do wątku Zmartwychwstania. Po prawej zaś św. Łukasz ze św. Ambrożym pomiędzy Izaakiem składam w ofierze przez swojego ojca i Ablem zabitym przez własnego brata, co jest nawiązaniem do śmierci Jezusa.
U podstaw pendentywów i w wąskich płaszczyznach ich skrajów Correggio umieścił żwawe putta, takie jakie spotyka się w jego późniejszej twórczości, jedne trzymające liście palmowe lub girlandy z owoców i liści. Longhi odczytał je jako przedstawienie spiriti astanti zainspirowanych brązowymi ignudi z Kaplicy Sykstyńskiej. Jedno z tych putt zostało nazwane przez Lucię Fornari ujmującym, pieszczotliwym; dopatrywała się ona w nim jednej z pierwszych prób malarskich młodego Parmigianina.

## Styl
Dekoracja kopuły kościoła San Giovanni zdradza genetyczne pokrewieństwo z freskami z Kaplicy Sykstyńskiej autorstwa Michała Anioła oraz w sposób jeszcze bardziej przejrzysty z niektórymi dziełami Rafaela taki jak Wizja Ezechiela, wówczas znajdująca się w Bolonii w zbiorach hrabiów Ercolani, czy chociażby z Kaplicą Chigich w kościele Santa Maria del Popolo w Rzymie. Pozwala to wnioskować, szczególnie w odniesieniu do Camera di San Paolo (Camera della Badessa), że Correggio odbył podróż do Rzymu w celu studiowania malarstwa starszych mistrzów i szkolenia własnego warsztatu.
Najbardziej charakterystycznym elementem dzieła Correggia pozostaje jednak w pełni innowacyjny sposób wykorzystania iluzjonistycznej perspektywy, z całkowitym zatraceniem jakiegokolwiek sztywnego przywiązania do geometrycznej mierzalności przestrzeni. Uznając to za pokłosie eksperymentów z perspektywą Melozza da Forlì - w opozycji do tradycji malarskiej Quattrocenta, dekoracja kopuły kościoła San Giovanni wydaje się być wolną od podziałów architektonicznych i opartą o dwa punkty widzenia jako osie kompozycyjne dzieła. Te dwa punkty widzenia to perspektywa zakonników zgromadzonych w obrębie chóru oraz punkt widzenia wiernych zgromadzonych w nawie. Z tego punktu widzenia realizacja Correggia jest jednym z najbardziej oryginalnych i udanych eksperymentów z iluzją przestrzeni w malarstwie w okresie Cinquecenta.
O tym pisał w następujący sposób Shearman: Najbardziej bezpośrednie i realistyczne przedstawienie jakie ukazuje się oczom oglądającego stojącego w progach kościoła [..] pozwala zdać sobie sprawę jak bardzo Correggio jest zależny od tej syntezy tradycji malarskiej, której Rafael dokonał malując sklepienie kaplicy Chigich. Tak jak już w przypadku Rafaela czy na przykład Melozza skrót perspektywiczny kręgu figur wymalowanych na czaszy kopuły (nieboskłonie) i zawieszonych w górze został złagodzony czy też przytłumiony brakiem wyrazistości, poza tym zaś punkt, z którego jest widoczny krąg jest niebezpośredni, doskonale osiowy. Punkt widzenia z centrum z olei nie jest osiowy, chociaż skorelowany ze sposobem z jakim widz przemieszcza się w przestrzeni nawy poczynając od progu w kierunku ołtarza, gdyż wzrok obserwatora przeskakuje od progu ku przestrzeni, tak że powstaje wrażenie rozdzielenia dwóch sfer – centralnej, w której wizja jest zogniskowana oraz peryferyjnej. Jednakże tak jak miało to już miejsce w przypadku Rafaela ta cezura praktycznie nie narusza integralności iluzji, gdy tylko ta jest widziana z progu, ponieważ punkt widzenia centrum może pojawić się w ciągłości z częścią peryferyczną na przeciwległym boku, gdyż jest segmentem struktury przestrzennej lepiej oświetlonym.
W obu przypadkach cezura została jednak zamaskowana za pomocą dwóch całkowicie odmiennych czynników: w kopule Rafaela cezura przebiega wzdłuż linii wyraźnego podziału architektonicznego, którego linie spajają kopulę w całość, zaś w przypadku Correggia jedność przestrzeni zapewnia zespół pasów chmur zlewających się w jedną całość.
Zdolność do przedstawienia postaci w silnych skrótach perspektywicznych była uważana za jedno z najśmielszych działań artystycznych i została przez Correggia wypróbowana w owalnych medalionach Camera della Badessa po raz pierwszy znalazła pełnię swojego artystycznego wyrazu w kłębowiskach chmur na czaszy kopuły kościoła San Giovanni. Dokonania Mantegni na polu malarstwa iluzjonistycznego i perspektywy pogłębione praktycznym wykorzystaniem tych zdolności przy ozdabianiu Camera della Badessa zostały doprowadzone przez Correggia do najwyższej doskonałości, którą mogła jakościowo przewyższyć jedynie wykonana później dekoracja kopuły parmeńskiej katedry. Jednocześnie osiągnięcia Correggia na tym polu stanowiły nieomal odosobnione zjawisko na tle dokonań artystycznych Cinquecenta.

## Parmigianino i inni pomocnicy
Jedną z otwartych kwestii pozostaje rola pomocników Correggia współpracujących przy dekoracji kopuły św. Jana, spośród których wielu uzyskało później wielką sławę i dla których prace nad freskami kopuły stanowiły początek późniejszej błyskotliwej kariery. Do tego kręgu należy przede wszystkim Parmigianino. Zwłaszcza po lewej stronie północnego łuku podczas prowadzenia prac konserwatorskich w latach dziewięćdziesiątych XX w. zauważono putto namalowane ze złośliwym wyrazem twarzy, które zostało przez Fornari Schianchi uznane za dzieło Parmigianina w 1990 r., co zostało potwierdzone przez Goulda w 1996 r. i Eskerdjiana w 1997; przeciwnikami tej atrybucji był zaś Chiusa (2001) argumentując, że technika wykonania owego putta jest całkowicie zbieżna z częściami fresku, których autorem z całą pewnością był Correggio, ponadto podnosił on argument braku dostatecznych źródeł, czy chociażby braku pewnych nazwisk ewentualnych współpracowników Correggia oraz kwestii stylowych. Mario Di Giampaolo odrzucił później te obiekcje argumentując, że użycie jednej i spójnej techniki było konieczne w przypadku współpracy malarzy, przypominał z kolei wspominanie niektórych pracowników przez niezależne źródła oraz różnice stylistyczne.
Ponadto Gould w 1994 r. przypisał pędzlowi Parmigianina jeszcze jedną postać na łuku południowym kopuły, który być może jest dziełem Francesca Marii Rondani (według Giampaolo).